# 弗勒里 (索姆省)
弗勒里（法語：Fleury，法語發音：[flœʁi] ⓘ）是法国上法蘭西大區索姆省的一个市镇，属于亚眠区。

## 地理
弗勒里（49°44'28"N, 2°7'8"E）面积9.42 平方千米，位于法国上法蘭西大區索姆省，该省份为法国北部沿海省份，北起加来海峡省和北部省，西接滨海塞纳省和大西洋英吉利海峡，南至瓦兹省，东临埃纳省。
与弗勒里接壤的市镇（或旧市镇、城区）包括：贝勒斯、孔特尔、孔蒂、库尔塞勒苏图瓦。
弗勒里的时区为UTC+01:00、UTC+02:00（夏令时）。

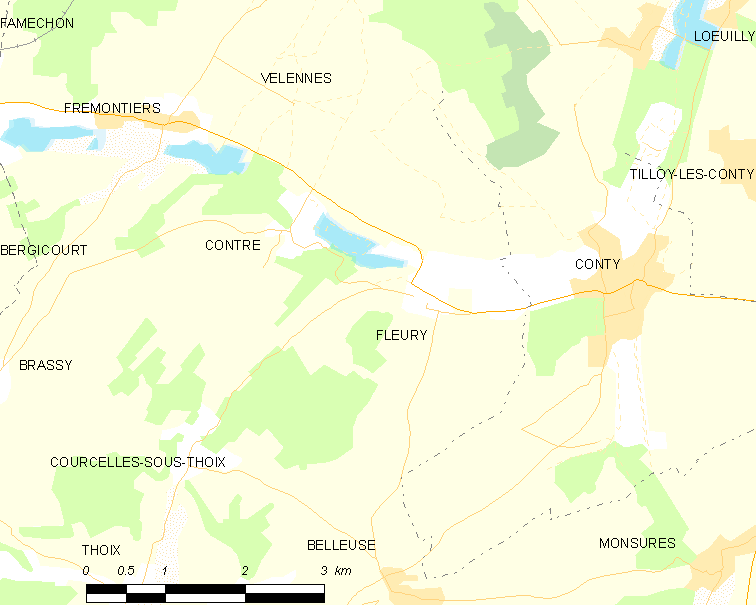
弗勒里的OSM定位图

## 行政
弗勒里的邮政编码为80160，INSEE市镇编码为80317。

## 政治
弗勒里所属的省级选区为努瓦河畔阿伊县。

## 人口

1962-2008年间弗勒里人口变化图示

弗勒里于2022年1月1日时的人口数量为204人。